# Escuts i banderes del Bages
Els escuts i banderes del Bages són el conjunt de símbols que representen els municipis d'aquesta comarca.
En aquest article s'hi inclouen els escuts i les banderes oficialitzats per la Generalitat des del 1981, concretament per la Conselleria de Governació, que en té la competència.
Pel que fa als escuts comarcals, cal dir que s'han creat expressament per representar els Consells i, per extensió, són el símbol de tota la comarca. En el cas del Bages, no hi ha cap mena de símbol heràldic que representi la comarca.
No tenen escut ni bandera oficials els municipis d'Aguilar de Segarra, Cardona, Manresa, Navarcles i Rajadell.

## Escuts oficials

Artés Aprovat el 19 d'octubre de 1993
Avinyó Aprovat el 2 de juliol de 1997
Balsareny Aprovat el 21 d'abril de 1983
Callús Aprovat el 19 de desembre de 1997
Castellbell i el Vilar aprovat el 10 de desembre del 2012
Castellfollit del Boix aprovat el 3 d'octubre del 2002
Castellgalí Publicat al DOGC el 9 d'octubre de 1985
Castellnou de Bages Aprovat el 26 d'abril de 1989
Fonollosa Aprovat el 18 de desembre de 1986
Gaià Publicat al DOGC el 18 de juny de 1997
Marganell Aprovat el 5 de juliol de 1996
Monistrol de Montserrat Aprovat l'11 de febrer de 1988
Mura Publicat al DOGC el 17 d'abril de 2019
Navars Aprovat el 25 d'abril de 1997
el Pont de Vilomara i Rocafort Aprovat el 24 de maig de 1984
Sallent Aprovat el 15 de març de 1984
Sant Feliu Sasserra Aprovat el 24 d'octubre de 1990
Sant Fruitós de Bages Publicat al DOGC el 18 de juny de 2025
Sant Joan de Vilatorrada Aprovat el 9 de febrer de 1984
EMD de Sant Martí de Torroella Publicat al DOGC el 29 de setembre de 2005
Sant Mateu de Bages Aprovat el 14 de novembre de 1985
Sant Salvador de Guardiola Aprovat el 12 de maig de 1983
Sant Vicenç de Castellet Publicat al DOGC el 10 de març de 2011
Santpedor Aprovat el 22 de setembre de 1995
Súria Aprovat el 8 de maig de 1990
Talamanca Aprovat el 22 d'octubre de 1993

## Banderes oficials

Artés Publicada al DOGC el 3 d'octubre de 1994
Avinyó Publicada al DOGC el 13 de gener de 1998
Castellfollit del Boix Publicada al DOGC el 9 de desembre de 2008
Monistrol de Montserrat Publicada al DOGC el 23 d'octubre de 1996
Mura Publicada al DOGC el 12 de febrer de 2020
Sant Feliu Sasserra Publicada al DOGC el 6 de febrer de 2001
Sant Joan de Vilatorrada Publicada al DOGC el 8 de maig de 2023
EMD de Sant Martí de Torroella Publicada en el DOGC el 9 de desembre de 2008
Sant Vicenç de Castellet Publicada al DOGC el 15 de maig de 2013
Santpedor Publicada al DOGC el 3 de desembre de 2003
Súria Publicada al DOGC el 29 de novembre de 1991
Talamanca Publicada al DOGC el 27 de juny de 2006